# Плеників
Пле́ників — село в Україні, у Львівському районі Львівської області. Населення становить 242 особи.

## Історія
В 1876 році власником села був граф Альфред Потоцький
В 1914 році в селі проживало 618 осіб. Власником місцевих земель був граф Роман Потоцький.
В селі похований хорунжий УГА Михайло Паска.

### Боротьба ОУН-УПА
В листопаді 1944року в лісі біля с. Плеників перебував підрозділ УПА із сотні «Риболовці».